# IntelliJ IDEA
 (avril 2022).
IntelliJ IDEA également appelé « IntelliJ », « IDEA » ou « IDJ » est un environnement de développement destiné au développement de logiciels informatiques reposant sur la technologie Java. Il est développé par  JetBrains (anciennement « IntelliJ ») et disponible en deux versions, l'une communautaire, open source, sous licence Apache 2 et l'autre propriétaire, protégée par une licence commerciale. Tous deux supportent les langages de programmation Java, Kotlin, Groovy et Scala.

## Historique
La première version du framework IntelliJ IDEA est rendue publique en janvier 2001. À ce moment-là, elle était le seul IDE pour Java[réf. souhaitée] disposant de fonctions avancées de navigation dans le code et de refactorisation de code. Un rapport d'Infoworld en 2010, attribua à IntelliJ le score le plus élevé parmi les quatre meilleurs outils de programmation Java,[réf. souhaitée] ses concurrents de l'époque étant Eclipse, NetBeans et JDeveloper.

## Fonctions notables
La version 12.0 (décembre 2012) prend en charge Java 8 et Play 2.0 pour Java et Scala. Elle comporte un compilateur plus rapide que le précédent, un concepteur d’interfaces utilisateur pour le développement pour Android et une interface retravaillée.
IntelliJ IDEA apporte une étroite intégration avec[pas clair] quelques-uns des outils de développement libres les plus répandus, tels que Git, CVS, Subversion, Ant et Maven, JUnit et TestNG. Un greffon gratuit existe également pour intégrer IntelliJ IDEA à divers outils d’Atlassian : JIRA, Bamboo, Crucible et FishEye.

## Version d’essai et Community Edition
JetBrains propose au téléchargement une version complètement fonctionnelle de la version propriétaire de l’IDE pendant 30 jours. Il existe parallèlement une édition communautaire (Community Edition) libre depuis 2009.